# Cupania belizensis
Cupania belizensis är en kinesträdsväxtart som beskrevs av Standley. Cupania belizensis ingår i släktet Cupania och familjen kinesträdsväxter. Inga underarter finns listade i Catalogue of Life.